# Johannes van der Spek
Johannes van der Spek (Maasdam, 14 oktober 1886 - Den Haag, 12 juni 1982) was een Nederlands psychiater.
Van der Spek was de zoon van Jacob van der Spek, predikant en Catharina Jacoba Janzen. Hij begon zijn loopbaan als arts in Heemstede en specialiseerde zich in psychiatrie. Hij werd daarna geneesheer aan de Willem Arntszstichting te Zeist. In 1931 benoemde de Rotterdamse Raad hem tot directeur van de Psychiatrische Inrichting Maasoord te Poortugaal. Sinds 1932 was hij tevens privaatdocent pastotale psychologie aan de Universiteit Utrecht, terwijl hij in 1933 werd benoemd aan de NEH te Rotterdam als buitengewoon lector in de zuivere en toegepaste zielkunde. In 1949 werd hij voorzitter van de Centrale Commissie voor de Volksgezondheid.  
Als directeurgeneesheer van Maasoord introduceerde hij een aantal vernieuwingen bij de behandeling van psychiatrische patiënten, zoals nieuwe somatische therapieën: insulinekuren, elektroshock en elektronarcose.
Daarnaast had hij een brede belangstelling voor het onderwijs in Rotterdam, waar hij bestuurslid was van de Volksuniversiteit, psychiater aan de August Herman Franckeschool voor geestelijk gehandicapte kinderen. Als voorzitter van het "Rotterdamsche Comité voor pedagogische lezingen" gaf hij in de jaren 30 vooraanstaande pedagogen de gelegenheid nieuwe gedachten over opvoeding en onderwijs voor het voetlicht te brengen.
Hij was in Nederland een vooraanstaand vertegenwoordiger van de psychotechniek als toegepaste psychologie. Hij pleitte voor psychologisch onderzoek op scholen om gemotiveerd advies te kunnen geven bij de beroepskeuze.